# Afri-Cola
Afri-Cola (рус. Афри-Кола) — безалкогольный напиток компании Mineralbrunnen Überkingen-Teinach AG. Зарегистрирован в качестве товарного знака 26 июня 1931 года. Также в линейке компании имеется напиток под названием Bluna.

## История напитка

### 1930-е
В 1930-х годах напиток Coca-Cola был лидером продаж, и президент компании Mineralbrunnen Überkingen-Teinach AG Карл сделал рекламу против Кока-Колы.

### 1960-1998
С 1960 по 1962 годы Afri-Cola была спонсором велосипедного турнира, названного в её честь. В 1960-х компания из-за конкуренции с Coca-cola потеряла большую долю рынка. В конце 1980-х компания временно прекратила производство, и Afri-Cola производилась только по лицензии. 

### После 1998
После 1998 года было решено возродить бренды Afri-Cola и Bluna, изменив рецепт. В 2001 году слоган был изменён на «alles ist in afri-cola», а в 2002 году на «… und alles wird afri». В 2006 году Afri-Cola напиткам вернули старый состав. В 2006 году был придуман вариант Afri-White с немного изменённым рецептом, а летом 2010 года — Afri-Red и Afri-Guarana. В мае 2011 года, по результатам опроса клиентов, Afri-White был переименован в Afri-Sugarfree, а Afri-Red — в Afri-Power.

## Упаковка
Напиток разливается в литровую стеклянную бутылку с красной крышкой, в пластмассовую бутылку объёмом 0,5 и 0,7 литра или в стеклянную бутылку с чёрной крышкой объёмом 0,2 литра. Существует также стакан с брендом Afri-Cola.

## Телевизионная реклама
Рекламный ролик 1962 года демонстрировал бутылки Afri-Cola и пьющих её людей.[1]